# Edwardsiana alnicola
Edwardsiana alnicola är en insektsart som först beskrevs av Edwards 1924.  Edwardsiana alnicola ingår i släktet Edwardsiana och familjen dvärgstritar. Arten är reproducerande i Sverige. Inga underarter finns listade i Catalogue of Life.